# Élévation
Élévation – album studyjny indonezyjskiej piosenkarki Anggun, wydany w 2008 roku przez Heben Music i April Earth.

## Lista utworów
Źródło: Discogs
| Nr  | Tytuł                                               | Długość |
| --- | --------------------------------------------------- | ------- |
| 1.  | „A Change”                                          | 3:05    |
| 2.  | „Jadi milikmu (Crazy)”                              | 4:18    |
| 3.  | „Sebelum berhenti (Seize the Moment)”               | 4:23    |
| 4.  | „Berganti hati (No Song)”                           | 4:13    |
| 5.  | „My Man” (feat. Pras Michel)                        | 3:39    |
| 6.  | „Stronger” (feat. Big Ali)                          | 3:32    |
| 7.  | „Give It to Love”                                   | 3:42    |
| 8.  | „Hide and Run”                                      | 3:17    |
| 9.  | „Divine”                                            | 3:28    |
| 10. | „Is It a Sign?”                                     | 3:42    |
| 11. | „Selamat tidur (Interlude)”                         | 0:41    |
| 12. | „Eden in Her Eyes”                                  | 4:32    |
| 13. | „World”                                             | 3:47    |
| 14. | „Crazy” (Laurent Wolf Radio Edit) (Bonus Track)     | 3:15    |
| 15. | „Stronger” (No Rap Varsion) (Bonus Track)           | 3:32    |
| 16. | „Shine” (TV Song) (Bonus Track)                     | 3:01    |
| 17. | „No Stress” (Laurent Wolf ft. Anggun) (Bonus Track) | 3:18    |

## Notowania na listach sprzedaży
| Kraj             | Lista (2008)        | Najwyższa pozycja | Certyfikat | Sprzedaż |
| ---------------- | ------------------- | ----------------- | ---------- | -------- |
| Indonezja        | brak danych         | 1                 | 2× platyna |          |
| Francja          | Top 250 Albums      | 36                | złoto      | 50 000   |
| Belgia (Walonia) | Ultratop 100 Albums | 86                |            |          |